# Куретков, Максим Андреевич
Максим Андреевич Куретков (род. 16 ноября 1994, Краснодар)  — российский гандболист,мастер спорта, выступающий за клуб «Зилант».

## Карьера
Максим Куретков — воспитанник краснодарского гандбола. В 2014 году перешёл в клуб «Чеховские медведи», пять раз выигрывал чемпионат России. В 2021 году приостановил карьеру, в 2023 году снова стал играть.
С сезона 2018/19 привлекался в сборную. Играл в отборочных матчах к чемпионату Европы 2020 против сборных Италии и Словакии.

## Награды
- Чемпион России: 2015, 2016, 2017, 2018, 2019
- Серебряный призёр: 2020
- Бронзовый призёр: 2013
- Обладатель Кубка России: 2015, 2016, 2018, 2019
- Обладатель Суперкубка России: 2014, 2015, 2016, 2017, 2018, 2019

## Статистика
Клубная статистика Максима Куреткова.
Статистика сезона 2015/16 отражает только результаты первого этапа чемпионата России по гандболу.
| Сезон        | Клуб               | Лига             | Матчи | Голы | 7-метр | Голы | передачи | перехваты |
| ------------ | ------------------ | ---------------- | ----- | ---- | ------ | ---- | -------- | --------- |
| 2014-15      | Чеховские медведи. | Чемпионат России | 26    | 64   | 34     | 30   | 7        | 0         |
| 2015/16      | Чеховские медведи  | Чемпионат России | 22    | 91   | 36     | 55   | 14       | 4         |
| 2016/17      | Чеховские медведи  | Чемпионат России | 14    | 34   | 10     | 24   | 15       | 3         |
| 2017/18      | Чеховские медведи  | Чемпионат России | 28    | 110  | 63     | 47   | 33       | 2         |
| 2014–по н.в. | Итого              | Всего            | 90    | 299  | 143    | 156  | 69       | 9         |